# Medaller dels Jocs Olímpics d'estiu de 1924

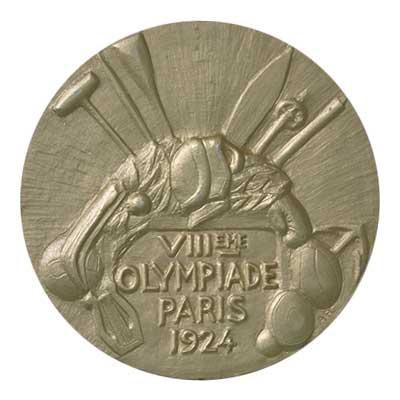
Medalla d'argent entregada als Jocs Olímpics d'estiu de 1924.

El medaller dels Jocs Olímpics de París de 1924 presenta totes les medalles lliurades als esportistes guanyadors de les proves disputades en aquest esdeveniment, realitzat entre el 4 de maig i el 27 de juliol de 1924 a la ciutat de París (França).
Les medalles apareixen agrupades pels Comitès Olímpics Nacionals participants i s'ordenen de forma decreixent contant les medalles d'or obtingudes; en cas d'haver empat, s'ordena d'igual forma contant les medalles de plata i, en cas de mantenir-se la igualtat, es conten les medalles de bronze. Si dos equips tenen la mateixa quantitat de medalles d'or, plata i bronze, es llisten en la mateixa posició i s'ordenen alfabèticament.

## Medaller
| Jocs Olímpics d'estiu de 1924 | Jocs Olímpics d'estiu de 1924 | Jocs Olímpics d'estiu de 1924 | Jocs Olímpics d'estiu de 1924 | Jocs Olímpics d'estiu de 1924 | Anells Olímpics |
| Posició                       | País                          | Or                            | Argent                        | Bronze                        | Total           |
| 1                             | Estats Units                  | 45                            | 27                            | 27                            | 99              |
| 2                             | Finlàndia                     | 14                            | 13                            | 10                            | 37              |
| 3                             | França                        | 13                            | 15                            | 10                            | 38              |
| 4                             | Regne Unit                    | 9                             | 13                            | 12                            | 34              |
| 5                             | Itàlia                        | 8                             | 3                             | 5                             | 16              |
| 6                             | Suïssa                        | 7                             | 8                             | 10                            | 25              |
| 7                             | Noruega                       | 5                             | 2                             | 3                             | 10              |
| 8                             | Suècia                        | 4                             | 13                            | 12                            | 29              |
| 9                             | Països Baixos                 | 4                             | 1                             | 5                             | 10              |
| 10                            | Bèlgica                       | 3                             | 7                             | 3                             | 13              |
| 11                            | Austràlia                     | 3                             | 1                             | 2                             | 6               |
| 12                            | Dinamarca                     | 2                             | 5                             | 2                             | 9               |
| 13                            | Hongria                       | 2                             | 3                             | 4                             | 9               |
| 14                            | Iugoslàvia                    | 2                             | 0                             | 0                             | 2               |
| 15                            | Txecoslovàquia                | 1                             | 4                             | 5                             | 10              |
| 16                            | Argentina                     | 1                             | 3                             | 2                             | 6               |
| 17                            | Estònia                       | 1                             | 1                             | 4                             | 6               |
| 18                            | Sud-àfrica                    | 1                             | 1                             | 1                             | 3               |
| 19                            | Uruguai                       | 1                             | 0                             | 0                             | 1               |
| 20                            | Àustria                       | 0                             | 3                             | 1                             | 4               |
| 20                            | Canadà                        | 0                             | 3                             | 1                             | 4               |
| 22                            | Polònia                       | 0                             | 1                             | 1                             | 2               |
| 23                            | Haití                         | 0                             | 0                             | 1                             | 1               |
| 23                            | Japó                          | 0                             | 0                             | 1                             | 1               |
| 23                            | Nova Zelanda                  | 0                             | 0                             | 1                             | 1               |
| 23                            | Portugal                      | 0                             | 0                             | 1                             | 1               |
| 23                            | Romania                       | 0                             | 0                             | 1                             | 1               |
| Total                         | Total                         | 126                           | 127                           | 125                           | 378             |